# Rochester, Victoria
Rochester är en ort i Australien. Den ligger i kommunen Campaspe och delstaten Victoria, omkring 160 kilometer norr om delstatshuvudstaden Melbourne. Antalet invånare är 2 830.
Runt Rochester är det mycket glesbefolkat, med 3 invånare per kvadratkilometer.. Rochester är det största samhället i trakten.
Trakten runt Rochester består till största delen av jordbruksmark. Genomsnittlig årsnederbörd är 574 millimeter. Den regnigaste månaden är februari, med i genomsnitt 91 mm nederbörd, och den torraste är januari, med 22 mm nederbörd.